# Marine du Qatar
La Marine du Qatar (dite « Marine émirienne du Qatar »), est la composante maritime des forces armées du Qatar. Afin de protéger ses eaux territoriales et le commerce maritime qui transite par le port de Doha (principalement des hydrocarbures), le Qatar s'est doté de forces mobiles et principalement côtières.

## Histoire
La marine du Qatar est censée participer à la force de police maritime régionale du Conseil de coopération du Golfe, en partenariat avec les autres forces navales des États membres.

## Flotte
- Al Fulk, navire amphibie (8 800 tonnes, 143 mètres) de la classe San Giorgio. Construit en Italie, livraison le 29 novembre 2024[3]
- 4 vedettes rapides de classe Vita (375 tonnes, 53 mètres) construit au Royaume-Uni.
- 3 vedettes rapides de classe Combattante III (Damsah, Al Ghariyah et R'Biva, 340/390 tonnes, 56 mètres) construit en France
- 6 patrouilleurs semi hauturiers de classe Barzan (Barzan, Hwar, Ce Assuari, Al Wusaail, Fateh al Khair et Tariq, 120 tonnes, 33 mètres).
- 6 patrouilleurs costaux de classe Damen Polycat 1450 (18 tonnes, 13 mètres).
- 2 patrouilleurs costaux de classe Keith Nelson (13 tonnes, 13 mètres).
- 2 intercepteurs rapides de classe Fairey Marine Interceptor (1 tonne).
- 25 intercepteurs rapides de classe Fairey Marine Spear (4/10 tonnes, 9 mètres).* 4 MV-45 (17 tonnes, 13 mètres).
- 5 P1500
- 7 P1200
- 4 DV 15
- 3 Helmatic M160
- 1 Robha
- 11 intercepteurs rapides des forces spéciales

## Artillerie côtière
- 3 lanceurs quadritubes de missiles Exocet[4]